# Die Liebe der Zigeunerin
Die Liebe der Zigeunerin ist ein dänisches Stummfilmdrama aus dem Jahre 1911 von Einar Zangenberg. 

## Handlung
In einem Zigeunerlager, wo einige der Zigeunermädchen tanzen, um eine herbeigekommene Gesellschaft von dem Schloss zu unterhalten, verliebt sich der junge Graf Henrik in die Zigeunerin Zicka.
Graf Henrik nimmt sie mit sich tief in den Wald zu einem Versteck und zeigt ihr eine geheime Hintertür, durch die sie ungesehen zu ihm gelangen kann. Die Zigeunerin besucht Graf Henrik immer durch die geheime Tür und eines Tages ist die Tür verschlossen. Später sieht sie ihn mit einer schönen jungen Dame in einer Kutsche. Ein paar Tage später wird die Verlobung des jungen Paares gefeiert, und die Zigeunerin, die mit den anderen des Stammes zur Unterhaltung der Gäste auf das Schloss gerufen wurde, muss für den Grafen Henrik und seine Braut tanzen. Ein paar Jahre vergehen und Graf Hendrik lebt mit seiner Frau und einer kleinen Tochter auf seinem Schloss.
Eines Tages kommen Zigeuner zum Schloss, um zu betteln, werden aber abgewiesen. Aus Rache brechen drei Zigeuner nachts ein und rauben das kleine Mädchen. Als sie mit dem Kind ins Lager zurückkehren erkennt die Zigeunerin Zicka in dem Gesicht des Mädchens den geliebten Graf Henrik und beschließt Böses mit Gutem zu vergelten. In der Nacht flieht sie mit dem kleinen Mädchen aus dem Lager. Zigeuner verfolgen sie, aber Zicka überquert mit einem Boot ein Gewässer. Aus der Entfernung fügen ihr die Zigeuner mit Steinwürfen lebensgefährliche Verwundungen zu. Tödlich verwundet taumelt sie auf der anderen Seite an Land, erreicht schließlich das Schloss und kann so die Tochter des Grafen retten. Graf Henrik ist entsetzt, wem er die Rettung seiner Tochter verdankt und dass sie ihr Leben geopfert hat, um ihm zu helfen.